# Pinet (Hérault)
Pinet is een gemeente in het Franse departement Hérault (regio Occitanie). De plaats maakt deel uit van het arrondissement Béziers. Pinet telde op 1 januari 2022 2.012 inwoners.

## Geografie
De oppervlakte van Pinet bedroeg op 1 januari 2022 8,83 vierkante kilometer; de bevolkingsdichtheid was toen 227,9 inwoners per km².

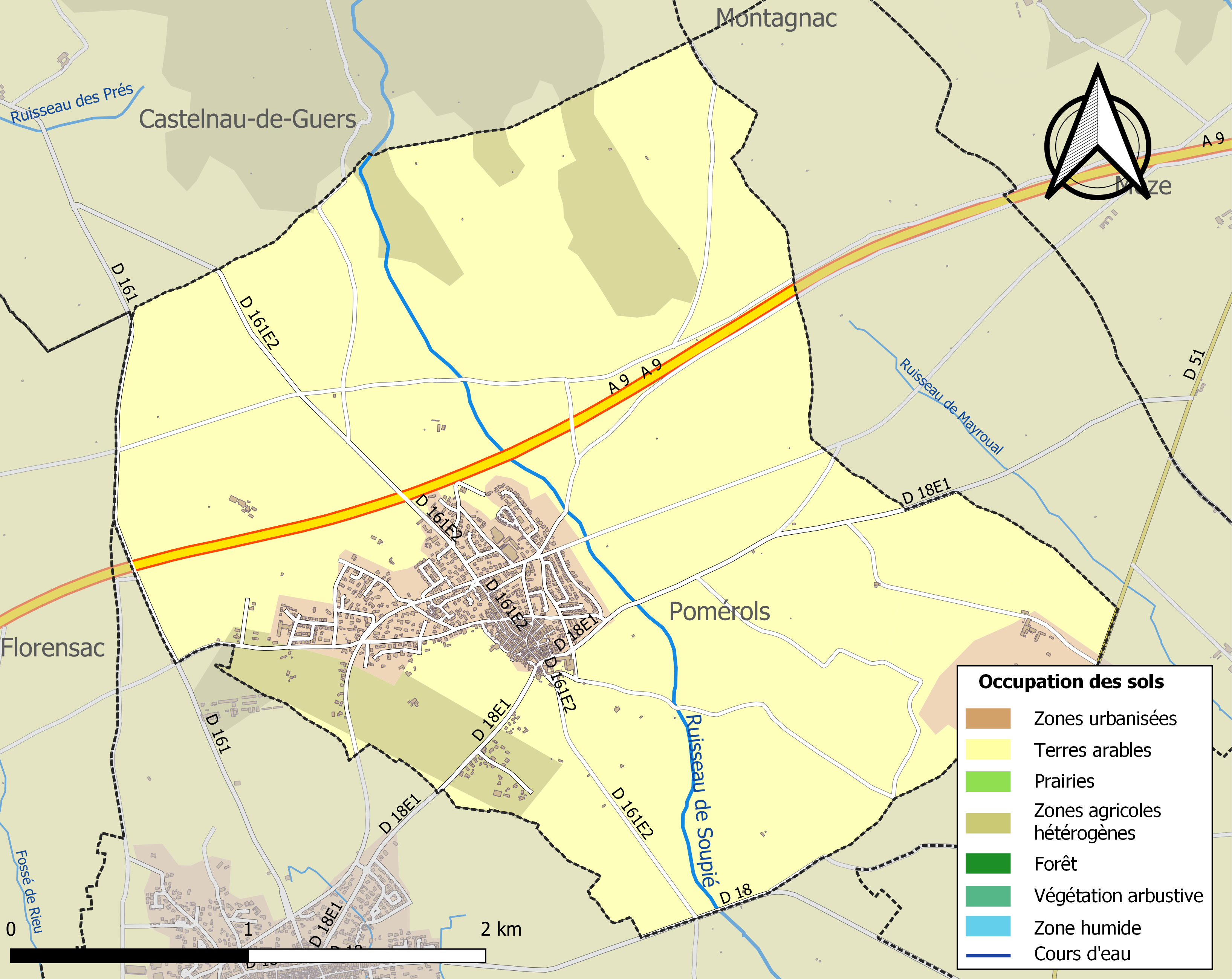
Kaart van de gemeente met belangrijkste infrastructuur, bodemgebruik en omliggende gemeenten

## Demografie
Onderstaande figuur toont het verloop van het inwonertal (bron: INSEE-tellingen).